# Чжу Сі

Пам'ятник Джу Сі перед Академією Білого оленя біля гір Люшаня

Чжу Сі (кит.: 朱熹 Zhū Xī 18 жовтня 1130 — 23 квітня 1200) — китайський філософ, вчений-енциклопедист, літератор, текстолог і коментатор конфуціанських канонічних творів, педагог, головний представник неоконфуціанства, що надав цьому вченню універсальну і систематизовану форму (Чен [братів] — Чжу [Сі] школа, «лі сюе» — «вчення про принцип» zh:程朱理學), в якій воно здобуло статус ортодоксальної ідеології та культурного стандарту в Китаї і сусідніх країнах, особливо в Японії і Кореї.
Чжу був вченим із широкими знаннями в галузі класичної літератури, коментарів, історії та інших праць своїх попередників. За життя він неодноразово обіймав державні посади, хоча більшу частину свого зрілого життя уникав їх.  Він також написав, упорядкував і відредагував майже сотню книг і листувався з десятками інших вчених. Він викладав для груп студентів, багато з яких вирішили навчатися у нього протягом багатьох років.Він спирався на вчення братів Ченг та інших, розвиваючи їхні метафізичні теорії щодо Лі (Форми) та Ці (Матерії). Його послідовники записали тисячі його розмов у письмовій формі.

## Біографія
Чжу Сі, чия родина походить з повіту Уюань, Хуейчжоу (сучасна провінція Цзянсі ), народився у Фуцзяні, де його батько працював заступником префекта. Після того, як у 1140 році його батька змусили залишити посаду через його опозицію до політики уряду щодо заспокоєння чжурчженів, Чжу Сі  навчався вдома під керівництвом батька. Багато анекдотів свідчать про те, що він був дуже обдарованою дитиною. Записано, що в п'ятирічному віці він наважився запитати, що лежить за межами Неба, а в вісім років він зрозумів значення «Класики синівської шанобливості» (Сяоцзін). У юності його надихнула теорія Менцзи про те, що кожен може стати мудрецем. Після смерті батька в 1143 році він навчався у друзів батька Ху Сяня, Лю Цзихуея та Лю Мяньчжі. У 1148 році, у віці 19 років, Чжу Сі склав імператорський іспит і став обдарованим вченим (цзіньші). Першою офіційною посадою Чжу Сі була посада помічника префекта Тун'аня (同安縣主簿), яку він обіймав з 1153 по 1156 рік. З 1153 року він почав навчатися у Лі Туна, який дотримувався неоконфуціанської традиції Чен Хао та Чен I, а в 1160 році офіційно став його учнем.
У 1179 році, після того, як з 1156 року не обіймав офіційних посад, Чжу Сі був призначений префектом військового округу Нанькан (南康軍), де відновив Академію Білого Оленя. через три роки був понижений у званні за критику некомпетентності та корупції деяких впливових чиновників. Було кілька випадків, коли він отримував призначення, а потім понижувався в посаді. Після звільнення з останньої посади його звинуватили в численних злочинах і подали прохання про його страту. Більшу частину цієї опозиції очолював прем'єр-міністр Хань Туочжоу, який був політичним суперником Чжу. У 1196 році за критичні настрої відносно соціальної дійсності і реформаторську діяльність позбавлений всіх чинів і звань, його учення заборонялося.
У 1199 році реабілітований. Помер 23 квітня 1200 в Каотіні, провінція Фуцзянь. Незважаючи на те, що його вчення піддавалося жорстким нападкам з боку представників істеблішменту, на його похорон прийшло майже тисяча сміливих людей. Після смерті Хань Туочжоу, наступник Чжу, Чжень Десю, разом з Вей Ляовеном зробили гілку неоконфуціанства Чжу домінуючою філософією при Дворі Сун.
У 1208 році, через вісім років після його смерті, імператор Нінцзун з династії Сун реабілітував Чжу Сі та посмертно присвоїв йому ім'я Вень Гун (文公), що означає «Шановний джентльмен культури». Близько 1228 року імператор Ліцзун династії Сун посмертно надав йому дворянський титул ґун Хуей (徽國公). У 1241 році в конфуціанському храмі в Цюйфу було встановлено меморіальну табличку Чжу Сі, тим самим піднявши його до конфуціанського святого. З 1313 року, при правлінні чужорідної (монгольської) династії Юань, його учення було офіційно включене в систему державних іспитів на вчені ступені та чиновницькі посади (кецзюй). Сьогодні Чжу Сі шанують як одного з «дванадцяти філософів» конфуціанства. Сучасні китаєзнавці та китайці часто називають його Чжу Вень Гуном (朱文公) замість його імені.

## Вчення

### Чотири книги
За часів династії Сун вчення Чжу Сі вважалося неортодоксальним. Замість того, щоб зосереджуватися на І Цзін. як інші неоконфуціанці, він вирішив зробити акцент на Чотирьох книгах: «Велике вчення», «Вчення про середину», «Аналектах Конфуція» та «Менцзи» як основній навчальній програмі для майбутніх науковців і чиновників. До всіх цих класичних творів він написав розлогі коментарі, які не були широко визнані в його час; але згодом вони стали стандартними коментарями. Чотири книги слугували основою іспитів на державну службу аж до 1905 року, а вивчення класичних творів часто починалося з коментарів Чжу Сі як наріжного каменю для їх розуміння.
Джерела нового підходу Чжу Сі до конфуціанської навчальної програми були знайдені в кількох працях братів Чен. Чжу Сі «кодифікував вчення братів Чен і переробив його у власну філософську програму», перейшовши «від філології до філософії».

### Ці,лі,тайцзі
Чжу Сі стверджував, що все суще постає як сполучення двох універсальних аспектів реальності: життєвої сили ці (氣) та раціонального принципу лі (理). Джерелом лі є Верховне Вище тайцзі (太极). Щодо джерела ці Чжу Сі не дав пояснень, тому різні дослідники відносять його або до моністів або до дуалістів.
На думку Чжу Сі фізичні об'єкти та люди мають своє лі, отже, зв'язані з метафізичною сутністю тайцзі. Саме ця вища сутність проявляється в тому, що називають людською душею, розумом, духом.
Ці та лі діють разом і залежні одне від одного. Вони є різними аспектами всіх істот у світі. Ці аспекти проявляються в створенні субстанційних сутностей. Коли дія цих двох аспектів наростає, вона складається в ян, коли спадає — інь. Фази ян та інь неперервно взаємодіють між собою, то здобуваючи, то здобуваючи перевагу над своєю протилежністю. В процесі наростання та спадання цих фундаментальних коливань виникають п'ять елементів: вогонь, вода, дерево, метал та земля. Чжу Сі стверджував, що лі існувало навіть перед Небом та Землею.
Щодо лі та ці погляди Чжу Сі корелюють із буддистським вченням, хоча сам Чжу Сі та його послідовники стверджували, що вони не копіюють буддизм, а вживають поняття, що існували ще до Книги змін.
Щодо поняття тайцзі Чжу Сі стверджував, що Верховне Вище сумісне з таоїстським дао, але відрізнається
від нього активністю. Тайцзі є принципом, що стверджує щось нове, тоді як дао непорушне й мовчазне, прагне до вирівнювання й нерозрізнимості. На думку Чжу Сі існує фундаментальна гармонія, яка має не статичний, а динамічний характер, і по своїй суті Верховне Вище є неперервним творенням.

### Людська природа
На думку Чжу Сі людина за своєю природою добра. Навіть тоді, коли люди здійснюють аморальні вчинки, добро залишається основним і верховним регулятивним принципом їхньої поведінки. Причина аморальності в ци. Кожна особа має досконале лі. Тому люди повинні б діяти відповідно до моральних норм, однак, іншою стороною людини є ци, яке затуманює її досконалу моральну природу. Задачею морального виховання є очищення ци. Очищене й збалансоване ци спонукає до моральних вчинків.

### Дослідження речей та розширення знань
Чжу Сі пропагував дослідження речей (格物致知; gewu zhizhi). Як досліджувати та що це за речі, є джерелом багатьох дискусій..Для Чжу Сі речі — це моральні принципи, а дослідження передбачає увагу до всього, що міститься в книгах і справах оскільки «моральні принципи є невичерпними»".

### Знання та дія
Згідно з епістемологією Чжу Сі, знання і дія були нерозривними компонентами справді розумної діяльності. Хоча він і проводив розмежування між пріоритетом знання, оскільки розумна дія вимагає передбачення, і важливістю дії, оскільки вона дає відчутний ефект, Чжу Сі говорив: «Знання і дія завжди потребують одне одного. Це як людина, яка не може ходити без ніг, хоча має очі, і яка не може бачити без очей, хоча має ноги. Що стосується порядку, то знання стоять на першому місці, а що стосується важливості, то дія є важливішою».

### Духовність
Чжу Сі вірив в існування духів, привидів, ворожіння та благословення.

### Медитація
Чжу Сі практикував форму щоденної медитації, яка називалася «цзинцзо» і була схожа, але не тотожна буддійської дх'яни або чаньдін (禪定, Wade-Giles: ch'an-ting). Його медитація не вимагала всіх думок, як у деяких формах буддизму; однак вона характеризувалася повною тишею, яка допомагала збалансувати різні аспекти особистості та дозволяла зосередитися на думках і концентрації.
Його форма медитації за своєю природою була конфуціанською в тому сенсі, що вона стосувалася моралі. Його медитація була спробою міркувати та відчувати в гармонії з Всесвітом. Він вважав, що цей тип медитації зближує людство та робить його більш гармонійним.

### Про викладання, навчання та створення академії

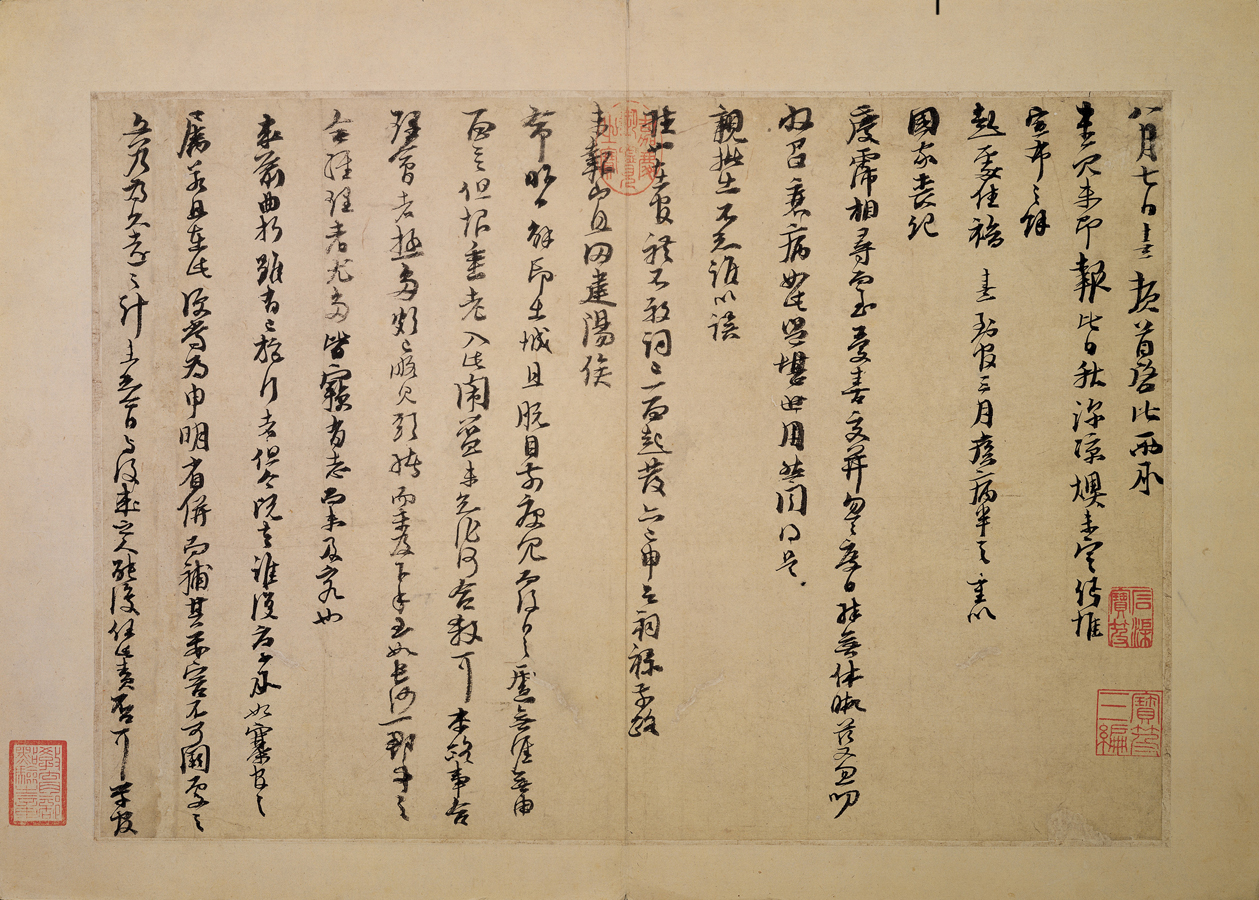
Лист Чжу Сі (1194 р.) з інструкціями підлеглому чиновнику з питань місцевого самоврядування після того, як він пішов з посади адміністратора Таньчжоу для повторного призначення на посаду викладача при імператорському дворі

Чжу Сі зосередив свою енергію на навчанні, стверджуючи, що навчання — це єдиний шлях до мудрого життя. Він хотів зробити прагнення до мудрості доступним для всіх людей.
Він нарікав на більш сучасні друкарські технології та поширення книжок, яке це спричинило. Він вважав, що це призвело до того, що студенти перестали цінувати книги та зосередилися на них, просто тому, що їх стало більше, ніж раніше. Тому він спробував переосмислити, як студенти повинні вчитися і читати. Розчарований місцевими школами в Китаї, він заснував власну академію, Академію Грота Білого Оленя, щоб навчати учнів належним чином і в правильній манері.

## Досягнення Чжу Сі в каліграфії

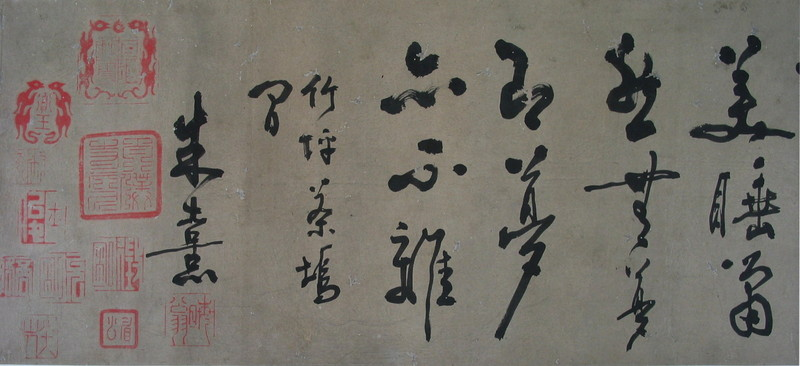
《Свиток ручної роботи «Солом'яна хатина»》

З раннього дитинства Чжу Сі наслідував свого батька та багатьох видатних каліграфів того часу, займаючись каліграфією. Спочатку він вивчив стиль Цао Цао, але пізніше спеціалізувався на звичайному письмі Чжун Яо та скорописі Янь Чженьціна. Хоча його рукописи, залишені світові, є фрагментарними та неповними, а більшість його творів втрачені. Ба більше, його слава в царині філософії була настільки великою, що затьмарила навіть його блиск у каліграфії. Він вправно володів як скорописом, так і курсивним письмом, особливо великими літерами, але вцілілі твори складаються переважно з коротких нотаток, написаних скорописом, і рідко — великими літерами. Його автентичні рукописи зберігаються в Нанкінському музеї, Пекінському палацовому музеї, музеї провінції Ляонін, Тайбейському палацовому музеї та Національному музеї Токіо, Японія. Деякі експонати знаходяться в приватних колекціях у Китаї та за кордоном. Ручний сувій «Солом'яна хатина», один із шедеврів Чжу Сі, виконаний курсивом, знаходиться в закордонній приватній колекції.
Ручний сувій «Солом'яна Хатина» складається з трьох окремих частин:
1. Назва
2. 102 символи Чжу Сі, написані скорописом
3. Приписки Вень Тяньсяна (1236～1283) з династії Сун, Фан Сяору (1375～1402), Чжу Юньміна (1460—1526), Тан Іня (1470～1523) і Хай Жуя (1514～1587) з династії Мін.

## Спадщина
Філософське вчення Чжу Сі здійснює ідентифікацію конфуціанського трактування Тайцзи з даоською доктриною Безмежного, вказуючи, що ці знання про природу космосу і людини слід використати для вдосконалення окремої особистості («щирість помислів», «виправленість серця»), зміцнення сім'ї, впорядкування держави та відновлення гармонії світу — «врівноваження Піднебесної».
Чжу Сі залишив після себе великий корпус творів (300 розділів), що містить близько 1000 віршів.
Філософське вчення Чжу Сі здійснює ідентифікацію конфуціанської трактування Тайцзі з даоською доктриною Безмежного, вказуючи, що ці знання про природу космосу й людини слід використати для вдосконалення окремої особистості («щирість помислів», «виправленість серця»), зміцнення сім'ї, впорядкування держави та відновлення гармонії світу — «врівноваження Піднебесної».
Він стверджує опозицію понять ці і лі — начала, що лежать в основі кожної «речі».
Чжу Сі належить заслуга створення конфуціанського Чотирикнижжя: виділені та прокоментовані ним чотири книги конфуціанського канону («Луньюй», «Менцзи», «Дасюе» та «Чжун'юн») стали основою класичного конфуціанського утворення в епохи Мін та Цін. Серед учнів Чжу Сі були Ке Сюе, один із улюблених учнів, автор твору «Чунь цю бо і» («Широкий сенс „Чунь цю“»), Чень Чунь, автор словника чжусіанських філософських термінів «Сін лі цзи і», «Смисл термінів природа та принцип», Тен Децуй та інші. Серед текстів особливої соціальної значущості для Китаю стоїть трактат Цзя-лі, «Сімейні Церемонії», складений ним самим (або під його керівництвом) код проведення обрядів повноліття, весілля, похорон та поклоніння предкам. Спрощені видання, наслідування цього твору стали основою подальшої конфуціанської індоктринації китайського суспільства. Серед іншого Чжу Сі стверджує підлегле становище жінки в сім'ї (значно жорсткіше, ніж це було прийнято в конфуціанській еліті сунських часів): передбачається, що вона не повинна користуватися фінансовою незалежністю, присвячувати себе наукам і мистецтвам, розлучатися і повторно виходити заміж. Обтяжливі нормативні зобов'язання накладаються також на молодих людей обох статей.

## Історична роль: чжусіанство
З 1313 за часів сторонньої (монгольської) імперії Юань його вчення офіційно включили в систему державних іспитів на вчені ступені та чиновницькі посади (ке цзюй).
У XVI — 1 пол. XVII ст. в Китаї ідейно взяла гору школа Лу Цзююаня і Ван Янміна («синь сюе» — «вчення про серце»), яка сформувала основні тези античжусіанської критики. Однак правляча манчжурська династія (1644—1911) підтримувала вчення Чжу Сі як офіційну ідеологію. У 30-ті роки. XX ст. вчення Чжу Сі було модернізовано Фен Юланем в «новому вченні про принцип» (сінь лі сюе). Аналогічні спроби згодом активно робили ряд китайських філософів, які проживають за межами Китаю і представляють так зване постконфуціанство, або постнеоконфуціанство.
У Японії вчення Чжу Сі поширилося під назвою Сюсігаку (朱子学, Школа Чжу Сі), найвпливовішими діячами цієї школи були Фудзівара Сейка (1561—1619) та його учень Хаясі Радзан. Під їх впливом склалася чжусіанська система освіти, що проіснувала до «революції Мейдзі» 1867—1868.
У Кореї чжусіанство отримало назву чуджахак (кор. 주자학). Його першими проповідниками стали студенти, які навчалися в Китаї в XIII, на початку XIV століття Ан Хян та інші. Основоположником ортодоксального корейського чжусіанства вважається Чон Монджу (XIV ст.), перший міністр держави Корьо. У XVI ст. склалася найбільша в Кореї чжусіанська школа — сонніхак (також відома як ліхак, калька з кит. 理學 лісюе). Наприкінці XIX століття чжусіанство усвідомлювалося його корейськими прихильниками як важливий ідеологічний елемент, що об'єднує Корею і Китай у партизанській боротьбі проти японського засилля.
У XX столітті історична роль Чжу Сі періодично піддавалася переосмисленню разом з усією імперською спадщиною Китаю: чжусіанська ідеологія називалася серед факторів, що призвели Китай до занепаду. Подібні звинувачення ще раз свідчать про її історичне значення.